# Gardaia (distrito)
Gardaia (em árabe: غرداية, lit. 'Gardaïa') é um distrito localizado na província de Gardaia, Argélia, e cuja capital é a cidade de mesmo nome, Gardaia. A população total do distrito era de 93 423 habitantes, em 2008.[carece de fontes?]